# Baylham
Baylham is een civil parish in het bestuurlijke gebied Mid Suffolk, in het Engelse graafschap Suffolk met 266 inwoners.